# جون آرنوت
جون آرنوت (بالإنجليزية: John Arnott)‏ (6 سبتمبر 1932 في المملكة المتحدة - 31 مارس 2017) هو لاعب كرة قدم بريطاني في مركز الوسط. لعب مع شروزبري تاون ونادي بورنموث ونادي غيلينغهام ووست هام يونايتد ونادي دوفر أتليتيك ونادي دوفر.